# Wolfgang Wischmeyer
Wolfgang Karl Wischmeyer (* 5. Oktober 1944 in Kassel; † 20. Juni 2025 in Erlangen) war ein deutscher evangelischer Theologe. Von 1996 bis 2013 war er Professor für Kirchengeschichte, Christliche Archäologie und Kirchliche Kunst an der Evangelisch-Theologischen Fakultät der Universität Wien.

## Leben
Wolfgang Wischmeyer studierte Kunstgeschichte, Klassische und Christliche Archäologie sowie Evangelische Theologie in Freiburg, Göttingen und Heidelberg, wo er 1973 mit der Arbeit Die archäologischen und literarischen Quellen zur Kirchengeschichte von Apulia et Calabria, Lucania et Bruttii promoviert wurde. 1977 habilitierte er sich in Heidelberg mit der Schrift Studien zu Sarkophagdeckeln. 1992 wurde er zum außerplanmäßigen Professor in Heidelberg ernannt. Nach einer Tätigkeit als Pfarrer der evangelischen Landeskirche in Württemberg war er seit 1996 Ordinarius an der Universität Wien. 2013 wurde er emeritiert.
1997 wurde Wolfgang Wischmeyer Mitglied der Kirchenväter-Kommission der Österreichischen Akademie der Wissenschaften und 1999 Vorsitzender des Südostmitteleuropäischen Fakultätentages. Er war Mitglied der Synode der Evangelischen Kirche H.B. und Mitglied des Theologischen Ausschusses der Evangelischen Kirche A. und H.B. in Österreich.
2017 erhielt Wolfgang Wischmeyer das Österreichische Ehrenkreuz für Wissenschaft und Kunst I. Klasse.
Wolfgang Wischmeyers Forschungsgebiete waren das Antike Christentum und die Alte Kirche. Veröffentlichungs- und Arbeitsschwerpunkte bildeten die griechische und lateinische Epigraphik der Spätantike, die Märtyrerakten, antike Kalender (insbes. der Chronograph von 354 – sog. Kalender des Filocalus), die Rolle der Magie im Antiken Christentum sowie die frühchristliche Ikonographie.
Wischmeyer war mit der Neutestamentlerin Oda Wischmeyer verheiratet. Der Theologe Johannes Wischmeyer und der Rechtswissenschaftler Thomas Wischmeyer sind seine Söhne.

## Schriften (Auswahl)
- Von Golgatha zum Ponte Molle. Studien zur Sozialgeschichte der Kirche im 3. Jahrhundert. Vandenhoeck & Ruprecht, Göttingen 1992, ISBN 978-3-525-55157-8.
- mit Johannes Divjak: Das Kalenderhandbuch von 354 – der Chronograph des Filocalus. Der Bildteil des Chronographen. Verlag Holzhausen, Wien 2014, ISBN 978-3-902976-29-1 (Digitalisat: Band 1 – Der Bildteil des Chronographen).
- mit Johannes Divjak: Das Kalenderhandbuch von 354 – der Chronograph des Filocalus. Der Textteil – Listen der Verwaltung. Verlag Holzhausen, Wien 2014, ISBN 978-3-902976-30-7 (Digitalisat: Band 2 – Der Textteil – Listen der Verwaltung).
- mit Hans Reinhard Seeliger: Märtyrerliteratur. Herausgegeben, übersetzt, kommentiert und eingeleitet (= Texte und Untersuchungen zur Geschichte der altchristlichen Literatur. Band 172). De Gruyter, Berlin/Boston 2015, ISBN 978-3-11-032178-4.